# Episodi di Girlfriends (serie televisiva 2000) (settima stagione)
| nº | Titolo originale                                    | Titolo italiano             | Prima TV USA     | Prima TV Italia  |
| -- | --------------------------------------------------- | --------------------------- | ---------------- | ---------------- |
| 1  | After the Storm                                     | Dopo la tempesta            | 1º ottobre 2006  | 7 settembre 2008 |
| 2  | In Too Deep                                         | Una piccola Maya            | 8 ottobre 2006   | 1º agosto 2009   |
| 3  | Bad Blood                                           | Il barbecue                 | 16 ottobre 2006  | 1º agosto 2009   |
| 4  | Hustle & Dough                                      | Asso di picche              | 23 ottobre 2006  | 2 agosto 2009    |
| 5  | Everybody Hates Monica                              | Tutti odiano Monica         | 30 ottobre 2006  | 2 agosto 2009    |
| 6  | If You Can't Stand the Heat, Get Out Of The Boonies | Il buco nel tappeto         | 6 novembre 2006  | 2 agosto 2009    |
| 7  | Just Joan                                           | Solo Joan                   | 13 novembre 2006 | 8 agosto 2009    |
| 8  | Karaokee-Dokee                                      | Serata karaoke              | 20 novembre 2006 | 8 agosto 2009    |
| 9  | He Had A Dream                                      | Lui aveva un sogno          | 27 novembre 2006 | 8 agosto 2009    |
| 10 | I'll Have a Blue Line Christmas                     | Un Natale radioso           | 11 dicembre 2006 | 9 agosto 2009    |
| 11 | Wrong Side of the Tracks                            | Un sogno interrotto         | 22 gennaio 2007  | 9 agosto 2009    |
| 12 | I Want My Baby Back                                 | Rivoglio il mio bambino     | 29 gennaio 2007  | 9 agosto 2009    |
| 13 | Hot For Preacher                                    | Il pastore                  | 5 febbraio 2007  | 15 agosto 2009   |
| 14 | Time to Man Up                                      | Buon San Valentino!         | 12 febbraio 2007 | 15 agosto 2009   |
| 15 | Willie Or Won't He III: This Time It's Personal     | Il matrimonio               | 19 febbraio 2007 | 15 agosto 2009   |
| 16 | What Had Happened Was...                            | Un amore dal passato        | 26 febbraio 2006 | 16 agosto 2009   |
| 17 | Church Lady                                         | Il silenzio                 | 19 marzo 2007    | 16 agosto 2009   |
| 18 | Operation Does She Yield                            | Operazione remissione       | 26 marzo 2007    | 16 agosto 2009   |
| 19 | A Dingo Ate My Dream House                          | La Casa dei sogni           | 23 aprile 2007   | 22 agosto 2009   |
| 20 | A House Divided                                     | Una nuova casa              | 30 aprile 2007   | 22 agosto 2009   |
| 21 | To Be Determined...                                 | Una proposta difficile      | 7 maggio 2007    | 22 agosto 2009   |
| 22 | It's Been Determined                                | E vissero felici e contenti | 7 maggio 2007    | 23 agosto 2009   |